# Forneus
En demonología, Forneus es un Gran Marqués del Infierno, y tiene veintinueve legiones de demonios bajo su mandato. Enseña retórica e idiomas, da a los hombres un buen nombre y los hace ser queridos por sus amigos y sus enemigos.
Es representado como un monstruo marino.
Su nombre parece venir del latín "fornus", "furnus", horno.